# Sebastián Allende
Sebastián Ignacio Allende (25 de julio de 1979, Buenos Aires, Argentina) es un exfutbolista argentino. Jugaba de defensor y su último club fue Juventud Antoniana.

## Trayectoria
Empezó jugando en Club Deportivo Armenio, club con el que dio sus primeros pasos en 1997 en el fútbol argentino y en el cual se quedó hasta la temporada 2005. Ese mismo año pasó a All Boys, donde jugó una temporada. En el 2006 pasó a Club Atlético Tigre donde estuvo hasta el 2007. Meses más tarde regresó a All Boys. Tuvo un leve paso por Tristán Suárez y por Temperley.

## Logros
| Título                    | Club              | País      | Año  |
| ------------------------- | ----------------- | --------- | ---- |
| primera "B" Metropolitana | Deportivo Armenio | Argentina | 1998 |
| primera "B" Metropolitana | All Boys          | Argentina | 2008 |

## Clubes
| Club               | País      | Año         |
| ------------------ | --------- | ----------- |
| Deportivo Armenio  | Argentina | 1997 - 2005 |
| All Boys           | Argentina | 2005 - 2006 |
| Tigre              | Argentina | 2006 - 2007 |
| All Boys           | Argentina | 2007 - 2008 |
| Tristán Suárez     | Argentina | 2008        |
| Temperley          | Argentina | 2009        |
| Villa Mitre        | Argentina | 2009 - 2010 |
| Excursionistas     | Argentina | 2010 - 2011 |
| Leandro N. Alem    | Argentina | 2011 - 2012 |
| Camioneros         | Argentina | 2013 - 2015 |
| Las Parejas        | Argentina | 2015 - 2016 |
| Liniers            | Argentina | 2016        |
| Juventud Antoniana | Argentina | 2016-2017   |